# Kvarkadabra
Kvarkadabra: časopis za tolmačenje znanosti (COBISS) je projekt, namenjen popularizaciji znanosti. Obsega blog, podkaste in spletni forum. 
Ustanovitelji so bili študenti fizike, biologije, kemije in filozofije. S Hišo eksperimentov so organizirali predavanja. 
Od leta 2019 jih sponzorira Kemijski inštitut. 